# Joanny-Philippe Lagrula
| Planetoida    | Data odkrycia   |
| ------------- | --------------- |
| (775) Lumière | 6 stycznia 1914 |

Joanny-Philippe Lagrula (ur. 1870, zm. 1941) – francuski astronom.

## Życiorys
Najpierw pracował w obserwatorium w Lyonie, w 1901 roku opublikował pracę doktorską dotyczącą przesłaniania Plejad przez Księżyc. Od 1906 roku pracował w obserwatorium w Quito, gdzie był dyrektorem, później w Nicei. Tam odkrył jedną planetoidę. Następnie przeniósł się do obserwatorium w Algierze, gdzie również objął stanowisko dyrektora.
Planetoida (1412) Lagrula jest nazwana jego imieniem.